# TT56
| F12 | F4 · t · Z1 |

| F12 | F4 · t · Z1 |

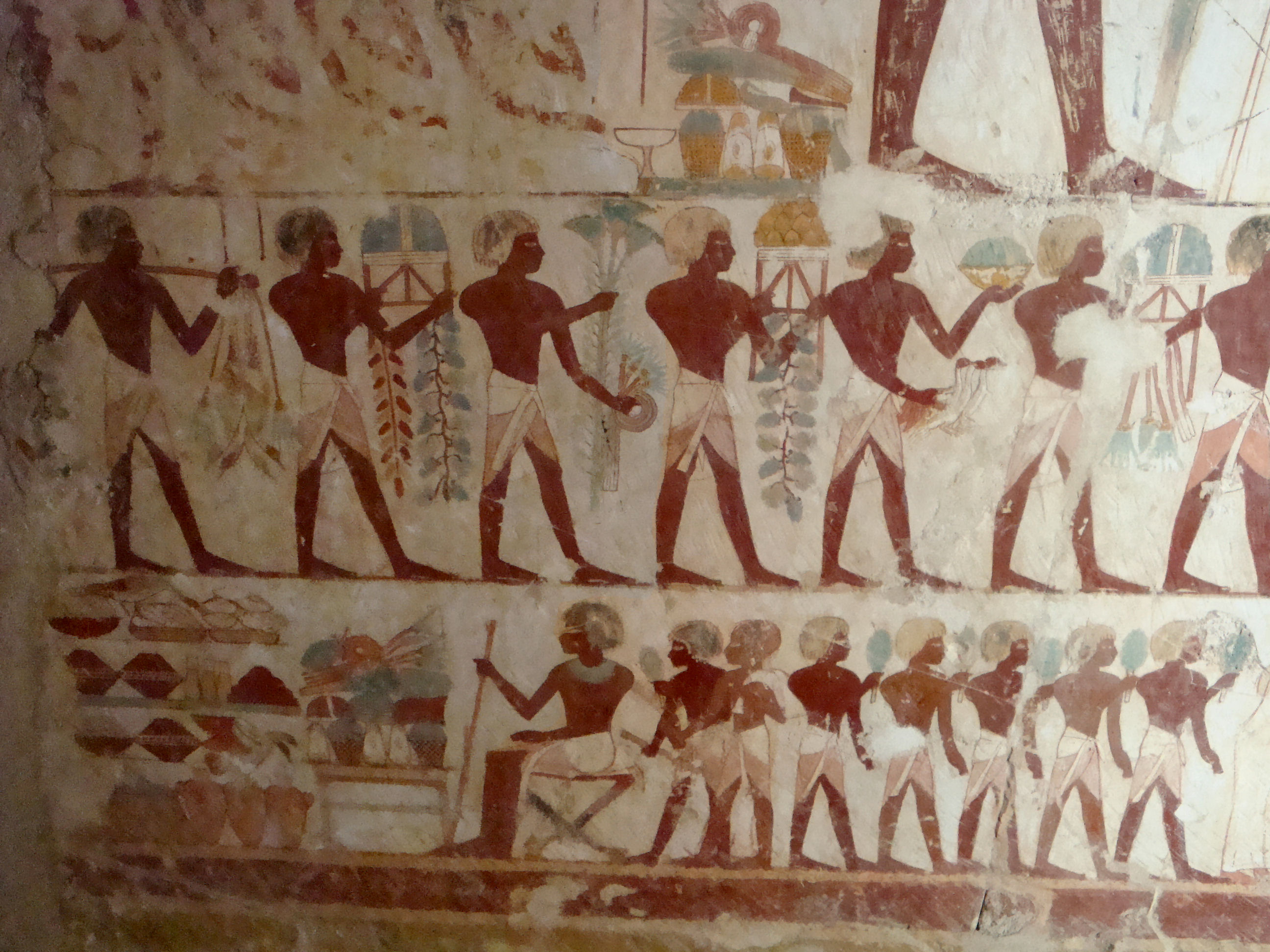
Tumba TT56 de Userhat. Procesión con las ofrendas.

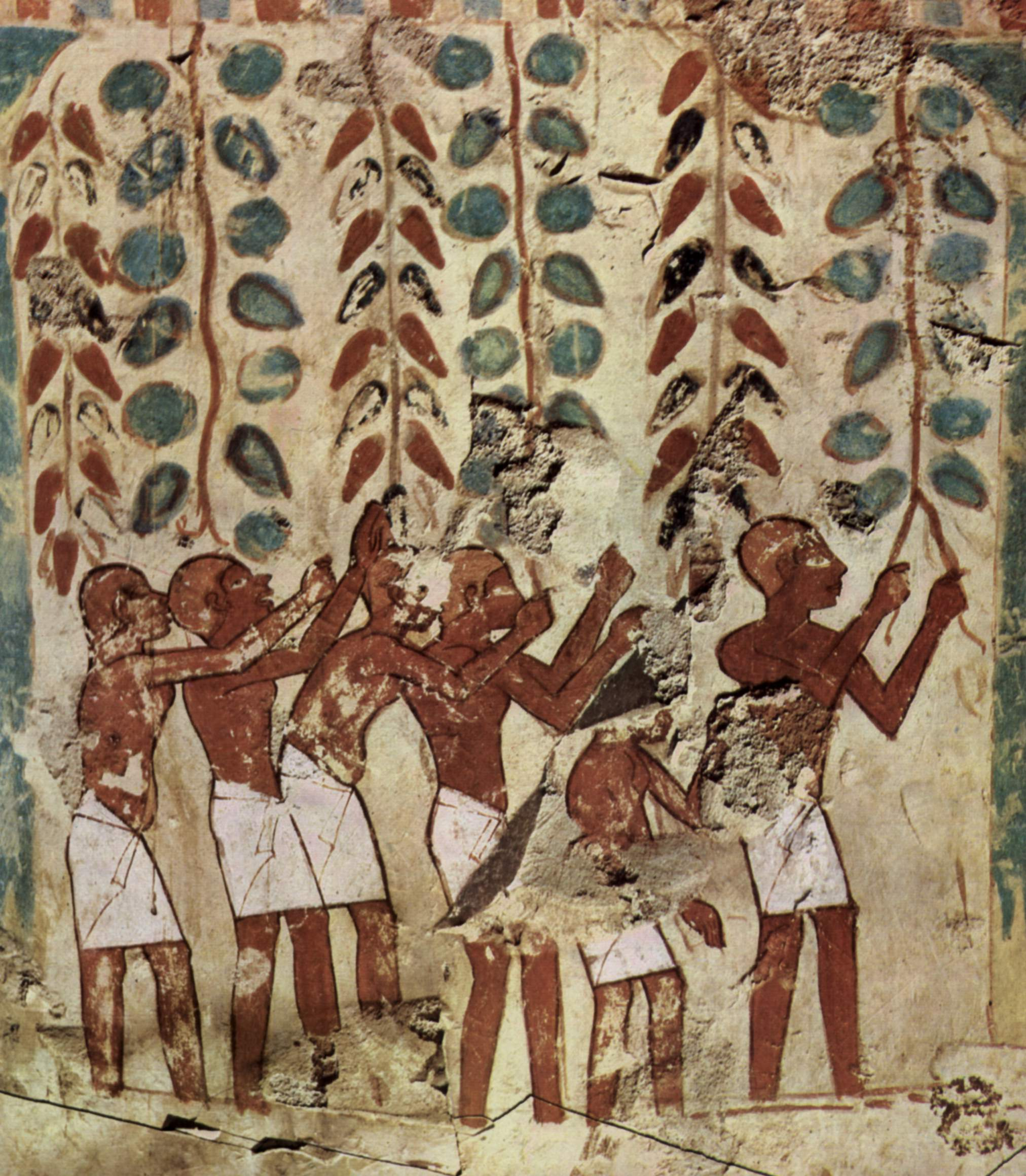
Tumba TT56 de Userhat. Pisado de la uva durante la fabricación de vino.

La tumba tebana TT56 está situada en Sheij Abd el-Qurna, formando parte de la necrópolis tebana, en la orilla oeste del Nilo, frente a Luxor. Es el lugar de enterramiento del funcionario civil del Antiguo Egipto, Userhat, que fue escriba real y niño de la guardería real (niño de Kep), durante el reinado de Amenhotep II, de la dinastía XVIII. También se enterró su esposa Mutneferet. 
La TT56 es una de las tumbas de nobles mejor conservadas de Tebas occidental y sus relieves presentan diversas escenas cotidianas pintadas con brillantes colores. Se representa al difunto Userhat y a su esposa Mutneferet recibiendo regalos y presentes en el más allá y su supervisión del recuento anual del ganado o una ofrenda de flores al rey.
Sin embargo, esta tumba presenta algunas escenas deliciosas que son más raras de ver en otras tumbas, como la cría de ganado y la peluquería. Las escenas de caza tienen una composición dinámica, intentando simular el movimiento.
El plano de la tumba presenta una forma en T, aunque fue excavadacon un giro de 180° sobre la orientación habitual al encontrarse con problemas geológicos en la zona. Se dispone, después de la entrada una primera cámara (con falsa puerta pintada imitando granito), a la que la sigue una sala larga y un nicho final donde estaban las estatuas sedentes del matrimonio. Hoy día sólo se conserva la de Mutneferet. 